# Écriture spencérienne

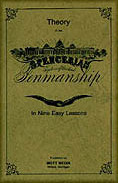
Livre de P. R. Spencer, publié en 1866

L'écriture spencérienne est un style calligraphique créé par Platt Rogers Spencer vers 1840 et utilisé aux États-Unis approximativement de 1850 à 1925. Elle fut considérée de facto comme norme pour les correspondances dans les affaires avant le développement de la machine à écrire,.